# 門田和雄
門田和雄（かどた　かずお、1968年(昭和43年)7月 -　）は、日本の教育者（機械技術教育）。博士（工学）（東京工業大学、2010年）。ロボット、機械工学系の入門書を多く執筆し、特にねじに関する著書で著名。東京工業大学附属科学技術高等学校（旧、工学部附属工業高等学校）教諭として『門田ロボテク』の教育活動も展開。宮城教育大学教育学部 准教授、教授（技術教育講座）を経て、神奈川工科大学教授。FabLab Japanやファブラボ関内のディレクター、日本水中ロボネット理事、日本産業技術教育学会理事などを歴任。2008年度日本機械学会教育賞、2010年日本フルードパワー学会SMC賞受賞者。

## 来歴・人物

### 生い立ち・学生時代
1968年7月に神奈川県横浜市で生まれ、1991年に東京学芸大学教育学部（技術科）を卒業。1993年には東京学芸大学大学院教育学研究科（技術教育専攻）修士課程を修了し、修士（教育学）。

### 東京工業大学附属高校時代
1993年より東京工業大学工学部附属工業高等学校機械科教諭。同校は2002年からスーパーサイエンスハイスクールに認定されており、2005年には校名が東京工業大学附属科学技術高等学校に変更されている。この間、東京農業大学（技術教育法）、千葉大学・慶応義塾大学（工業科教育法）などで非常勤講師を担当し、日本機械学会「技術と社会部門」の総務委員会や機械遺産委員会、日本ロボット学会の次世代構想分科会などでも委員を務めた。
工業高校では3年次で課題研究と呼ばれる生徒個人、もしくはグループによる取り組みがあり、門田も流体模型を用いた風洞実験やPLCを用いた食品加工ロボット、魚ロボットなどを指導する。これらの取り組みは高校生対象の論文大賞に投稿されたり、水中ロボットコンベンションなどの競技やMakeといったイベントへも出場・出展しており、『門田ロボテク』の名義が度々使われている。
門田は2001年頃から機械工学やロボット工学を題材とした著書を出版していく（著書の節も参照）。オーム社のロボコンマガジンでは『ロボット創造館』という連載を3年ほど続け、この連載も同社から書籍化された。設計、工作、流体、計測など機械工学に関する多様な本を執筆したが、特にねじに関する書籍が著名である。なお、2009年にはこれら『「機械工学の入門者向け書籍」の著作』が評価され、日本機械学会教育賞を受賞した。
なお2005年頃の課題研究で空気圧ゴム人工筋の製作を指導し、これがきっかけとなり2007年より東京工業大学大学院総合理工学研究科メカノマイクロ工学専攻の社会人博士課程においてゴム人工筋の研究を開始。2010年3月に同課程を修了し、博士（工学）を取得する。一連の研究の中で発表した論文が評価され、同年に日本フルードパワーシステム学会 SMC賞を受賞。また、一方で水中ロボコン推進会議委員（ジュニア部門長）や特定非営利活動法人 日本水中ロボネット理事も歴任した。
門田は町工場と連携した教育などを通して「ねじ」に詳しくなり、前述のように著書を出すとともにサイエンスカフェやラジオ出演にも呼ばれるようになる。また、学会誌でも先端技術の解説記事を担当した。さらに、近年は3Dプリンターも活用するようになり、2011年からはファブラボの活動にも参画する。FabLab Japanのディレクターやファブラブ関内のディレクターを務め、第10回ファブラボ世界会議に参加するなどの活動を行う。

### 宮城教育大学時代
2015年4月には宮城教育大学教育学部 准教授（技術教育講座）に就任し、中等教育教員養成課程の技術教育専攻を担当。その後も著書を出版し（「著書の節」も参照）、2020年7月現在は宮城教育大学教授を務めている。この間、研究代表者として科研費（基盤研究C）「デジタルファブリケーションを取り入れた日本型STEM教育システムの開発」の研究に従事。2020年度からは教授に昇進し、日本産業技術教育学会では理事を務める。

### 神奈川工科大学時代
2022年4月より神奈川工科大学教授（教職教育センター副所長、および大学院工学研究科機械システム専攻に所属）。同年同月より科研費「Society 5.0 時代に活躍できる高校段階におけるSTEAM教育の開発」も採択されている。2024年にはNHKEテレの『魔改造の夜 技術者養成学校第2弾』の「(4)魔改造の夜で勝つ「メカ設計」」において講師役で出演している。

## 著書

### 単著
- 『図解もの創りのためのやさしい機械工学』 技術評論社、2001年3月、ISBN 9784774111773。（改訂版、2010年3月、ISBN 9784774141909、改訂第3版、2021年4月、ISBN 9784297119621。）
- 『図解もの創りのためのおもしろいロボット工学－ロボコンに挑戦!』 技術評論社、2003年12月、ISBN 9784774118987。
- 『新しい機械の教科書』 オーム社、2004年6月、ISBN 9784274087516。（第2版、2013年10月、ISBN 9784274214608、第3版、2021年5月、ISBN 9784274227127。）
- 『絵とき「機械要素」基礎のきそ』 日刊工業新聞社〈Machine Design Series〉、2006年4月、ISBN 9784526056550。
- 『絵ときでわかる機械材料』 オーム社、2006年5月、ISBN 9784274202070（第2版、2018年6月、ISBN 9784274222436。）
- 『絵ときでわかる計測工学』 オーム社、2006年5月、ISBN 9784274202391（第2版、2018年2月、ISBN 9784274221859。）
- 『ロボット創造館』 オーム社〈Robo Books〉、2006年5月、ISBN 9784274202452。
- 『絵とき「ねじ」基礎のきそ』 日刊工業新聞社〈Machine Design Series〉、2007年2月、ISBN 9784526058219。
- 『絵とき「ロボット工学」基礎のきそ』 日刊工業新聞社〈Mechatronics Series〉、2007年7月、ISBN 9784526059094。
- 『基礎から学ぶ機械工学 ―キカイを学んでものづくり力を鍛える!―』 ソフトバンククリエイティブ〈サイエンス・アイ新書〉、2008年9月、ISBN 9784797348866。
- 『暮らしを支える「ねじ」のひみつ ―メガネ・飛行機・超高層ビルまで世界を支える「ねじ」の基礎知識―』 ソフトバンククリエイティブ〈サイエンス・アイ新書〉、2009年6月、ISBN 9784797352344[44]。
- 『ココからはじめる機械要素 ―基礎をしっかりマスター―』 日刊工業新聞社、2010年11月、ISBN 9784526065613。
- 『トコトンやさしいねじの本』 日刊工業新聞社〈B&Tブックス 今日からモノ知りシリーズ〉、2010年6月、ISBN 9784526064760。
- 『トコトンやさしい制御の本』 日刊工業新聞社〈B&Tブックス 今日からモノ知りシリーズ〉、2011年7月、ISBN 9784526067211。
- 『基礎から学ぶ機械設計 ―キカイをつくって動かす実践的ものづくり学の設計編―』 ソフトバンククリエイティブ〈サイエンス・アイ新書〉、2013年9月、ISBN 9784797370805。
- 『3Dプリンタではじめるデジタルモノづくり－わかる使う作る 3Dプリンタの自作にもチャレンジ－』 日刊工業新聞社、2013年、ISBN 9784526071430。
- 『トコトンやさしい歯車の本』 日刊工業新聞社 B&Tブックス 今日からモノ知りシリーズ、2013年4月、ISBN 9784526070631。
- 『基礎から学ぶ機械工作 ―キカイをつくって動かす実践的ものづくり学の工作編―』 SBクリエイティブ〈サイエンス・アイ新書〉、2015年1月、ISBN 9784797370799。
- 『門田先生の3Dプリンタ入門　何を作れるのか、どう役立つのか』 講談社〈講談社ブルーバックス〉、2015年10月、ISBN 9784062579384。
- 『基礎から学ぶ機械製図 ―3Dプリンタを扱うための3D CAD製図法―』 SBクリエイティブ〈サイエンス・アイ新書〉、2016年1月、ISBN 9784797370782。
- 『トコトンやさしいばねの本』日刊工業新聞社〈B&Tブックス 今日からモノ知りシリーズ〉、2016年11月、ISBN 9784526076329。
- 『メイカーのためのねじのキホン』技術評論社、2022年2月、ISBN 9784297126735。

### 共著
（共著）
- 藤原和博、東嶋和子、門田和雄 『ロボットと生きる 人生の教科書』 筑摩書房、2003年7月、ISBN 9784480860675。
- 門田和雄、長谷川大和 『絵ときでわかる機械力学』 オーム社、2005年8月、ISBN 9784274201158。（第2版、2018年3月、ISBN 9784274222047。）
- 門田和雄、長谷川大和 『図解もの創りのためのはじめての流体工学』 技術評論社、2005年8月、ISBN 9784774124759。
- 門田和雄、長谷川大和 『熱工学がわかる ―一番やさしく解説したもの創りのための熱の科学入門―』 技術評論社〈First Book〉、2008年4月、ISBN 9784774134642。
- 門田和雄、早稲田治慶 『絵とき機械用語事典 機械要素編』 日刊工業新聞社、2012年5月、ISBN 9784526068669。

（編著）
- 田中浩也、門田和雄 編著、渡辺ゆうか、津田和俊、岩嵜博論、すすたわり、水野大二郎、太田知也、松井茂、久保田晃弘、城一裕 著 『FABに何が可能か「つくりながら生きる」21世紀の野生の思考』 フィルムアート社、2013年、ISBN 9784845913046。

（分担執筆）
- 東京工業大学附属科学技術高等学校 門田ロボテク 著「5章 金属でつくってみよう」、Fabの本制作委員会 編『実践Fabプロジェクトノート 3Dプリンターやレーザー加工機を使ったデジタルファブリケーションのアイデア40』グラフィック社、2013年8月。ISBN 9784766125412。

### 監修・翻訳
- 『種類や上手な使い方がよくわかるねじ図鑑』 門田和雄 監修、誠文堂新光社〈技術チャレンジ〉、2007年12月、ISBN 9784416307120。
- 『読んで楽しいロボット大図鑑 ― 歴史から最新技術まで ―』 門田和雄 監修、PHP研究所、2007年4月、ISBN 9784569686622。
- 『しくみや使い方がよくわかるモーター図鑑』 門田和雄 監修、誠文堂新光社〈技術チャレンジ〉、2008年5月、ISBN 9784416308080。
- 『知っておきたい!モノのしくみ』ジョン・ファーンドン、ロブ・ビーティー 著、門田和雄 監訳、東京書籍、2019年8月、ISBN 9784487812493。

## 主な著作

### 学位論文
- 『空気圧ゴム人工筋の収縮率および収縮力の推定とパワーアシストロボットの開発』東京工業大学〈博士論文（甲第8057号）〉、2010年3月26日、NAID 500000547816。

### 論文集
- 「セラミックス/金属接合部の強度特性の評価」『日本機械学会論文集 A編』第57巻第541号、1991年、 2036-2041頁。
- 「等温化した空気圧ゴム人工筋の体積からの収縮率推定」『日本フルードパワーシステム学会論文集』第40巻第2号、2009年、17-21頁。
- 「等温化した空気圧ゴム人工筋の体積からの収縮力推定」『日本フルードパワーシステム学会論文集』第42巻第1号、2011年、1-6頁。
- 「科学技術高校におけるロボット教育のカリキュラム開発」『日本ロボット学会誌』第31巻第2号、2013年、 133-139頁。
- 「中学校技術科「エネルギー変換の技術」における水圧駆動モデルの活用」『日本産業技術教育学会誌』第61巻第4号、2019年、261-268頁。
- 「中学校技術科における教育用小型マイコンボードを活用したラジコンカーの開発」『日本産業技術教育学会誌』第61巻第4号、2019年、297-304頁。
- 「STEM教育を重視した台湾北部の自造者教育」『STEM教育研究』第2巻、2020年、33-40頁。

### 学会誌
- 「工業高校における教育課程改訂と工業教科内容の変化(1) ―教育課程と工業基礎を中心にして―」『産業教育学研究』第28巻第1号、1998年、 16-17頁。
- 「TOPICS ハイテクねじの最前線」『日本機械学会誌』第108巻第1038号、2005年5月、 411頁。
- 「SSHにおける流体分野の授業実践」『物理教育』第54巻第1号、2006年3月、 14-18頁。
- 「水の流出速度と水平到達距離について」『物理教育』第56巻第1号、2008年3月、 30-31頁。
- 「SMC賞を受賞して」『日本フルードパワーシステム学会誌 電子出版緑陰特集号』第42巻E1、2010年8月、 E42-E46、NDLJP:8895500。
- 「ファブラボと科学技術高校におけるディジタル・ファブリケーションの取り組み」『工学教育』第62巻第4号、2014年、 4-7頁。
- 「ものづくりと社会の新しい関係」『日本機械学会誌』第117巻第1153号、2014年12月、 774-775頁。
- 「3Dプリンタが「わかる」「使う」「作る」の教育実践」『システム／制御／情報』第59巻第8号、2015年、 307-312頁。
- 「デジタルファブリケーションの進展とMAKERSがつくるものづくりの未来」『精密工学会誌』第89巻第3号、2023年、225-228頁。

### 記事
- “クランク機構でヒレを表現した魚ロボットの研究”. Gijyutu.com (2003年3月22日). 2020年7月16日閲覧。
- 「ロボット好きの学び舎 ロボット創造館リターンズ」『ロボコンマガジン』2007年2月、 114 - 頁。
- “ロボット開発におけるFabLabの関係と今後の可能性”. 連載コラム「FabLivesーーファブラボジャパンの（ほぼ）なんでもつくる日々」第2回. AXIS Magazine (2012年8月6日). 2020年7月11日閲覧。
- “いまさら聞けない「3Dプリンタ」〜何を作れるのか、どう役立つのか”. ブルーバックス. 講談社. 2020年7月16日閲覧。